# L'Atelier de dessin
L'Atelier de dessin est un tableau du peintre flamand Michael Sweerts (1618-1664) conservé au musée Frans Hals de Haarlem.

## Description
Composé au retour de l'artiste à Bruxelles, après un long séjour à Rome, il représente un atelier de dessin pendant une leçon de nu académique. Michael Sweerts a ouvert à son retour une école de dessin dont la plupart des élèves sont des adolescents destinés à devenir dessinateurs de cartons de tapisserie. Ces informations sont données par une lettre du 26 février 1656 de Willem van der Borcht aux bourgmestres de Bruxelles, afin de demander pour le compte de Sweerts une exemption de certaines taxes.
Sweerts avait la passion de l'enseignement du dessin. Il fait paraître à Bruxelles en 1656 un recueil de gravures représentant toute sorte de visages à l'usage des apprentis dessinateurs, intitulé Diversæ facies in usum juvenum et aliorum delineatæ per Michaelem Sweerts equit., pict., etc.
Cette toile dans les tons d'ocre et de brun, comme souvent chez Sweerts, représente une classe d'élèves dessinateurs entourant en demi cercle une table carrée sur laquelle se trouve le modèle. La lumière provient de la gauche en haut et frappe non pas le modèle, mais l'adolescent blond assis de profil en premier plan et légèrement plus atténuée ses camarades autour de lui. Sweerts prend ainsi à témoin ce garçon blond, sans doute un élève favori de la classe, à l'expression réfléchie, mais qui semble penser à autre chose qu'à copier le modèle. En revanche à côté de lui à droite légèrement de dos un autre élève, brun celui-ci, est penché sur sa feuille, absorbé par son travail. Il a la même position et la même maigreur que le partenaire du Soldat jouant aux dés, tableau conservé au musée Thyssen-Bornemisza et composé l'année passée à Rome. Un élève à gauche passe une copie à un camarade. Au fond, on remarque un adolescent se faisant corriger par un jeune homme.
Deux personnages sont debout à droite: le maître de classe de dos et devant lui de face un personnage vêtu de noir. Le maître est vêtu d'un manteau de velours cramoisi dont le ton rappelle la cape jetée sur le tabouret de l'élève assis à la gauche de l'adolescent blond du premier plan. Ce sont les deux taches de couleur du tableau qui appuient la diagonale de la lumière et créent une ligne de fuite sur la droite jusqu'à la porte ouverte du fond. Des touches de blanc ponctuent cette ligne de fuite, de la feuille de papier sur la gauche transmise à un autre élève, jusqu'aux reflets de la carnation des élèves du premier plan, et le bonnet de linge blanc du maître de classe. Celui-ci tient une baguette à la main gauche pointant vers le modèle, mais il semble s'adresser à son interlocuteur vêtu de noir le chapeau sur la tête, comme en visite. Ce visiteur d'importance ressemble quelque peu à l'autoportrait de l'artiste, aujourd'hui conservé au Allen Memorial Art Museum. Il est vêtu de la même façon que ce personnage. Il semble donc qu'il s'agisse de Michael Sweerts à qui le maître de classe explique un point concernant le modèle qui, du reste, regarde ce visiteur en noir. Il est donc venu surveiller le fonctionnement de cette classe de dessin.
Sweerts accordait une grande importance à l'étude du nu académique. Une autre toile, conservée au Rijksmuseum et composée à Rome dans les années 1650, le représente de dos en train de travailler d'après un modèle vivant, tandis que deux apprentis recopient des plâtres à l'antique qui jonchent l'atelier. Michael Sweerts considérait, comme l'indique l'historien de l'art Vitale Bloch que « le dessin d'après les modèles antiques constituait le fondement de l'éducation artistique et précédait le travail d'après nature. » L'artiste était, selon cet historien, tiraillé entre le désir de peindre des scènes de genre mouvementées et anecdotiques - à la manière des peintres flamands - et des scènes plus académiques, dans un idéal de beauté qu'il a trouvé à Rome. Ce tableau marie ici avec bonheur ces deux tendances.